# Мурмозеро (озеро, Ленинградская область)
Мурмо́зеро (также Нурмозеро, Муромозеро, Корвальское) — озеро, расположено на крайнем северо-востоке Бокситогорского района Ленинградской области, на границе с Тихвинским районом, к юго-западу от Леринского озера, на Вепсовской возвышенности.
Площадь озера составляет 4,5 км² (по другим данным — 5,42 км²), площадь водосбора — 21,2 км². Высота над уровнем моря — 221,9 м. Озеро глубокое, его средняя глубина составляет 17,6 м, максимальная — 54,5 м. Длина береговой линии — 19 км.
Водоём имеет сложно-лопастную форму, с тремя крупными заливами на юге, северо-востоке и северо-западе. Три острова, наиболее крупный — в центральной части. Берега озера низкие, каменистые, на северо-востоке заболоченные, поросшие смешанным лесом. На южном берегу стоит деревня Корвала, на северном — нежилая деревня Чубово. Впадает несколько ручьёв.